# Plagiobothrys parishii
Plagiobothrys parishii är en strävbladig växtart som beskrevs av Ivan Murray Johnston. Plagiobothrys parishii ingår i släktet tiggarstavar, och familjen strävbladiga växter. Inga underarter finns listade i Catalogue of Life.